# Beauvernois
Beauvernois [bovɛʁnwa] ist eine französische Gemeinde im Département Saône-et-Loire in der Region Bourgogne-Franche-Comté. Sie gehört zum Arrondissement Louhans und zum Kanton Pierre-de-Bresse. Der Ort hat 103 Einwohner (Stand 1. Januar 2022), sie werden Belvernoisiens bzw. Belvernoisiennes genannt. Es taucht aber auch die Bezeichnung Beauvénais resp. Beauvénaises auf.

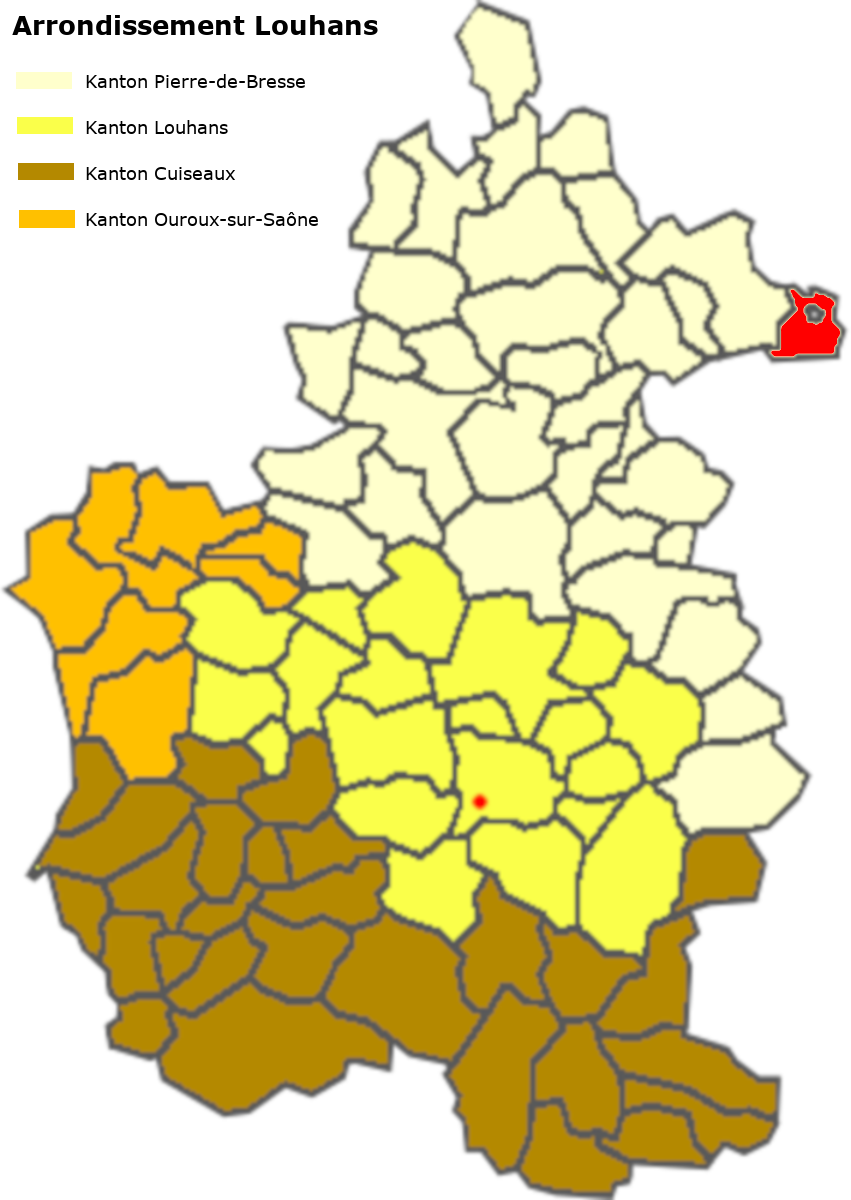
Lage der Gemeinde im Arrondissement Louhans

## Geografie
Beauvernois ist die östlichste Gemeinde des Départements Saône-et-Loire. Sie liegt in der Landschaft Bresse im Tal des Flusses Brenne, der das nördliche Gemeindegebiet berührt. Die Brenne teilt sich in dieser Gegend in mehrere Arme, die teilweise künstlich angelegt worden waren, um Mühlen zu betreiben und Étangs zu bewirtschaften. Durch das nördliche Gemeindegebiet fließt einer ihrer Seitenarme namens Grand Fossé (Großer Graben). Von Südosten her, aus der Gemeinde La Chaux-en-Bresse, kommt die Chaux, die das gesamte Gemeindegebiet durchquert und in die Brenne mündet. In ihrem letzten Abschnitt bildet sie die Grenze zur Gemeinde Mouthier-en-Bresse, die als einzige Nachbargemeinde im selben Départment liegt.
Als Besonderheit liegt innerhalb der Gemeindegrenzen die gesamte Gemeinde Chêne-Sec mit einer Fläche von 73 ha. Sie gehört zum benachbarten Département Jura und weist kurze gemeinsame Grenzen mit Rye und La Chassagne sowie zwei Enklaven in der Gemeinde Beauvernois auf. 1833 wurde sie mit Beauvernois zusammengelegt, dies wurde jedoch im selben Jahr wieder rückgängig gemacht. Dieser Umstand führt zu einigen absurden Besonderheiten: Navigationsgeräte geraten durcheinander, Lieferanten sind hilflos. Denn die beiden Gemeinden gehören zudem verschiedenen Départements an; so befindet sich links der Departementsstraße D 211 das Département Jura und rechts der Straße das Département Saône-et-Loire – und umgekehrt. Selbst die Einwohner wissen nicht immer genau, auf welchem Gemeindegebiet, bzw. in welchem Département, sie sich gerade befinden. So nutzt der jurassische Postbote dieselbe Straße wie derjenige von Saône-et-Loire, und zwei verschiedene Müllfahrzeuge – und natürlich auch unterschiedliche Schulbusse – fahren dort ihre Routen. Zwar funktioniere das recht ordentlich, ob aber die doppelten Ausgaben gerechtfertigt seien, fragt sich auch der Maire von Beauvernois. Immerhin wird für das gesamte Gebiet Strom und Wasser aus dem Jura geliefert, aber das Problem des Internets scheint noch nicht gelöst zu sein: Während Chêne-Sec und damit auch der Weiler Tillerey mit modernem ADSL bedient werden, müssen sich die Einwohner von Beauvernois und seinen Weilern mit 512 kB/sec zufriedengeben… oder haben gar keinen Internetempfang (Stand 2014).
Die Gemeinde war immer dünn besiedelt und stark landwirtschaftlich geprägt. Heute weist sie nur im Südwesten einige Waldflächen auf, darüber hinaus finden sich lediglich Pappelplantagen. In West-Ost-Richtung wird sie von den Departementsstraßen D 211 und D 323 erschlossen. Letztere liegt in ihrem westlichen Abschnitt auf der Trasse einer Römerstraße, die von Bellevesvre nach Sellières und Poligny führte und im östlich angrenzenden Département Jura als D 1 bezeichnet wird. Zur Gemeinde gehören folgende Weiler und Fluren: les Bas, les Bigueures, la Champagne, les Charmettes, les Fouilles, la Perode, la Quemine, Tilleret.

### Die Herren von Beauvernois
1563 gehörte die Herrschaft Beauvernois gemäß Patentbrief von König Charles IX. Claude François de Neufchâtel und Françoise de Rye, Seigneur und Dame von Neufchâtel, Rye, Rahon und Beauvernois. Das Schloss bestand schon zu der Zeit nicht mehr, der Seigneur ließ sich aber doch alle herrschaftlichen Rechte verbriefen, auch die Pflicht zum Wachtdienst (droit de guet) auf dem Schloss, «… das er wieder aufbauen wolle».
Die Herrschaft Beauvernois wechselte die Hand außerordentlich häufig. Nach den Neufchâtels gehörte sie Marguerite de Chabot (* 1565; † 29. September 1652), Duchesse d’Elbeuf, Comtesse de Charny, Dame de Pagny, Ehefrau des ersten Herzogs von Elbeuf. Ihr folgten Charles II. de Lorraine, der zweite Herzog von Elbeuf und 1650 Henri de Lorraine und schließlich 1690 Louis de Lorraine.
Zu Beginn des 18. Jahrhunderts wird die Herrschaft durch Verkäufe mehrfach geteilt. 1710 war Antoine Noyrot, Maire von  Chalon-sur-Saône Herr von Beauvernois und besaß die herrschaftlichen Rechte. Kurze Zeit später, als Folge verschiedener Verkäufe, gelangte die Herrschaft an Antoine Ryard, Pfarrer von Ormes und seinen Bruder Écuyer Jacques Ryard. 1750 wurde der Sohn von Jacques, Écuyer Jean Antoine Ryard, Hauptmann der Infanterie Herr von Beauvernois. Er überließ die Herrschaft seinem Sohn Joseph Marie Ryard, der sie wiederum seinem Cousin verkaufte, Jean Antoine Ryard. Der letzte Herr von Beauvoisin ließ sich seine herrschaftlichen Rechte – wenige Jahre vor der Revolution – durch eine Bürgerversammlung bestätigen.

### Klima
Das Klima in Beauvernois ist warm und gemäßigt. Es gibt das ganze Jahr über deutliche Niederschläge, selbst der trockenste Monat weist noch hohe Niederschlagsmengen auf. Die Klassifikation des Klimas nach Köppen und Geiger ist Cfb ((Gemäßigtes) Ozeanklima). Die Temperatur liegt im Jahresdurchschnitt bei 11,9 °C. Der wärmste Monat ist der Juli mit einer Durchschnittstemperatur von 20,9 °C, der kälteste der Januar mit 3,2 °C. Über ein Jahr verteilt summieren sich die Niederschläge auf 1173 mm, dabei ist der November mit 128 mm der niederschlagsreichste, während Juli und August als trockenste Monate 73 mm aufweisen. Über das ganze Jahr werden etwa 2786 Sonnenstunden gezählt.
|                        | Jan | Feb | Mär  | Apr  | Mai  | Jun  | Jul  | Aug  | Sep  | Okt  | Nov  | Dez |   |      |
| Mittl. Temperatur (°C) | 3,2 | 3,8 | 7,4  | 11,1 | 14,9 | 19,0 | 20,9 | 20,6 | 16,8 | 12,8 | 7,3  | 4,0 | ⌀ | 11,9 |
| Mittl. Tagesmax. (°C)  | 6,2 | 7,5 | 11,8 | 15,6 | 19,2 | 23,6 | 25,6 | 25,3 | 21,2 | 16,9 | 10,5 | 6,8 | ⌀ | 15,9 |
| Mittl. Tagesmin. (°C)  | 0,5 | 0,4 | 3,1  | 6,3  | 10,2 | 14,0 | 16,0 | 15,7 | 12,5 | 9,1  | 4,3  | 1,4 | ⌀ | 7,8  |
|                        |     |     |      |      |      |      |      |      |      |      |      |     |   |      |
| Niederschlag (mm)      | 111 | 97  | 92   | 97   | 100  | 83   | 73   | 73   | 90   | 107  | 128  | 122 | Σ | 1173 |

| 0,5 |

| 0,4 |

| 3,1 |

| 6,3 |

| 10,2 |

| 14,0 |

| 16,0 |

| 15,7 |

| 12,5 |

| 9,1 |

| 4,3 |

| 1,4 |

| 0,5 |

| 0,4 |

| 3,1 |

| 6,3 |

| 10,2 |

| 14,0 |

| 16,0 |

| 15,7 |

| 12,5 |

| 9,1 |

| 4,3 |

| 1,4 |

## Toponymie
Beauvernois wird erstmals 1473 urkundlich erwähnt als Belvernay. Der Name des Ortes leitet sich ab von Vernos, der keltischen Bezeichnung für die Schwarzerle. Insbesondere die Bezeichnung Vernacum für einen Erlenwald lässt die Entwicklung zum –vernay erschließen. Dabei bedeutet der Ortsname so viel wie Schöner Erlenbruch. Da Erlen gerne in sumpfigen und unwegsamen Gegenden gedeihen, wurde ihnen im Mittelalter eine unheimliche Wirkung zugesprochen und sie wurden gerne mit Hexen oder Fabelwesen in Verbindung gebracht. Es ist davon auszugehen, dass die heute noch bestehenden Waldgebiete einst viel umfangreicher waren und es sich bei Beauvernois eigentlich um ein Rodungsgebiet in einer riesigen Waldfläche im näheren und weiteren Flusstal der Brenne handelte.

## Geschichte
Auf einer drei Meter hohen Motte stand einst eine Burg in einem Weiler genannt Fournus, die jedoch bereits Mitte des 16. Jahrhunderts nicht mehr existierte. Angeblich bestand ein Rundturm, umgeben von einem doppelten Graben, noch früher bestand dort eine kleine Festung, wo Lanzenspitzen und andere Artefakte gefunden wurden. Neben dieser Burg wurde im 16. Jahrhundert eine Kapelle erbaut, damit die Gläubigen für den Gottesdienst nicht immer bis Commenailles gehen mussten. In der zweiten Hälfte des 19. Jahrhunderts wurde die heutige Kirche erbaut, die Johannes dem Täufer geweiht ist. Sie war lange Zeit ein Kirchensprengel von Mouthier-en-Bresse. Im Spätmittelalter befand sich die Gemeinde nahe der Grenze zwischen der Freigrafschaft und dem Herzogtum Burgund.
Nachdem das Haus Burgund 1477 in männlicher Linie ausgestorben war, ging das Herzogtum Burgund an Frankreich, die Freigrafschaft jedoch an den Burgundischen Reichskreis. Die Kriege im 16. und 17. Jahrhundert (Krieg gegen den savoyardischen Herzog Karl Emanuel I., Dreißigjähriger Krieg und Devolutionskrieg) bescherten dem Ort am äußersten Grenzpunkt des Herzogtums Burgund schreckliche Katastrophen. Die ganze Gegend war weitgehend entvölkert und erholte sich nur sehr langsam. Vor den Kriegen des 17. Jahrhunderts wurden noch 50 bis 60 Haushalte gezählt (rund 300 Einwohner), 1659 bestanden gerade noch 17 Haushalte (rund 80–90 Einwohner).
1880 wurde die Mairie-École erbaut, die Schule wurde 1974 aufgehoben. 1980 existierte noch ein Hersteller von Sabots (Holzschuhen) und 1988 bestanden noch 13 Landwirtschaftsbetriebe.
1563 gehörte die Herrschaft Claude-François de Neufchâtel und seiner Gemahlin Dame Françoise von Rye, Rahon und Beauvernois. Die Burg bestand damals schon nicht mehr, die Herrschaft behielt sich aber den Wiederaufbau ausdrücklich vor. Anschließend ging die Herrschaft über an Marguerite de Chabot, Herzogin von Eibcouf, 1660 war es Henri de Lorraine, Graf von Harcourt und 1680 Louis de Lorraine, Graf von Armagnac. Durch häufige Besitzwechsel wurde die Herrschaft zersplittert, gehörte der Familie Noyrot, von denen ein Mitglied zu Beginn des 18. Jahrhunderts Herr von Beauvernois und ewiger Maire von Chalon war. Dann gehörte die Herrschaft den Quarré, durch Verkauf gelangte sie 1721 an die Ryard, von denen einige Familienangehörige Marktvögte von Chalon waren und Herren bis zur Revolution blieben. Die herrschaftlichen Rechte, die unter Louis XVI bestätigt wurden, waren für die Bevölkerung erdrückend. Die Herren hatten das Recht der Toten Hand und das Droit d’indire (Verdoppelung der Steuern und Abgaben, wenn * der Herr zum Kreuzzug aufbrach * der Herr zum Ritter geschlagen wurde * Lösegeld für den Herrn bezahlt werden musste * die Tochter des Herren heiratete), Heimfall auf den größten Teil der Lehen, so wie die hohe, mittlere und niedrige Gerichtsbarkeit. Daneben bestand das Recht zur Konfiskation, zur Waffeninspektion, auf Frondienste, Abgaben für das Mahlen von Getreiden, die Benutzung des Backhauses, Wegzoll, Zinshühner, Zinsen… Es bestanden Abgabepflichten für Spiele und Unterhaltungen, Steuern auf das Fluchen, Ledigen- und Verheiratetensteuern. «Die Leute dieser Gegend sind sehr arm, die Herrschaften und der Pfarren von Mouthier besitzen alles und ein großer Teil der Bauern muss sich auf die Güter der Herrschaft verdingen, um das Lebensnotwendige zu verdienen», schreibt der Anwalt Masuyer im Jahr 1788.

### Heraldik
Die Gemeinde verwendet ein modernes Wappen, geschaffen von Jean-Françcois Binon, das die Besonderheiten der Gemeinde hervorheben soll:

« Écartelé, le trait du coupé ondé: au 1er d’or au vergne [aulne] au naturel, au 2e d’azur au lion d’hermine, au 3e d’azur à l’agneau pascal couché et contourné d’argent, tenant une croix haute d’or à la bannière d’argent chargée d’une croisette de gueules, au 4e de sinople à la gerbe de blé d’or; sur le tout, d’argent au chêne de sable. »

„Geviert mit Herzschild und gewellter Teilung, Feld 1: auf Gold eine  bewurzelte Erle, Feld 2: Blau mit einem Hermelinlöwen, Feld 3: auf Blau ein abgewendetes liegendes Osterlamm, Feld 4: Grün mit einer goldenen stehende Garbe, im Herzschild auf Silber eine schwarze Eiche.“

Das 1. Feld mit der Erle nimmt eindeutig Bezug auf den Ortsnamen (Erle = verne frz), das 2. Feld mit dem Hermelinlöwen bezieht sich auf die Gegend, in der der Ort liegt, nämlich die Bresse, deren inoffizielles regionales Wappen der steigende Hermelinlöwe auf Blau ist, das Feld 3 müsste das Osterlamm darstellen, allerdings fehlt ihm der Heiligenschein, wodurch das Tier heraldisch als Schaf zu gelten hat. Hingegen trägt es die Osterfahne, die zwar ein rotes Kreuz aufweist, jedoch kein durchgehendes – im Übrigen ist die Darstellung als abgewendetes liegendes Schaf/Lamm unüblich. In der nach links blickenden Form verwendet Calvià ein fast gleiches Bild im Stadtwappen. Das Feld 4 mit der Garbe symbolisiert im Allgemeinen Wohlstand, Fruchtbarkeit, Landwirtschaft und Überfluss, deutet hier aber wohl eher auf die bäuerliche Siedlungsform hin. Schließlich zeigt das Herzschild eine bewurzelte schwarze Eiche. Der Baum steht für Kraft, Beständigkeit und den Kampf, er galt in der germanischen Mythologie als heilig. Die Eiche wird üblicherweise in grün und mit ihren Früchten, den Eicheln, dargestellt.

## Bevölkerung
| Beauvernois: Einwohnerzahlen von 1793 bis 2020 | Beauvernois: Einwohnerzahlen von 1793 bis 2020 | Beauvernois: Einwohnerzahlen von 1793 bis 2020 | Beauvernois: Einwohnerzahlen von 1793 bis 2020 | Beauvernois: Einwohnerzahlen von 1793 bis 2020 |
| --- | ---------------------------------------------- | ---------------------------------------------- | ---------------------------------------------- | ---------------------------------------------- |
| Jahr |                                                |                                                |                                                | Einwohner                                      |
| 1793 | 1793                                           |                                                | 313                                            | 313                                            |
| 1800 | 1800                                           |                                                | 379                                            | 379                                            |
| 1806 | 1806                                           |                                                | 370                                            | 370                                            |
| 1821 | 1821                                           |                                                | 391                                            | 391                                            |
| 1831 | 1831                                           |                                                | 403                                            | 403                                            |
| 1836 | 1836                                           |                                                | 454                                            | 454                                            |
| 1841 | 1841                                           |                                                | 456                                            | 456                                            |
| 1846 | 1846                                           |                                                | 463                                            | 463                                            |
| 1851 | 1851                                           |                                                | 426                                            | 426                                            |
| 1856 | 1856                                           |                                                | 414                                            | 414                                            |
| 1861 | 1861                                           |                                                | 377                                            | 377                                            |
| 1866 | 1866                                           |                                                | 376                                            | 376                                            |
| 1872 | 1872                                           |                                                | 394                                            | 394                                            |
| 1876 | 1876                                           |                                                | 402                                            | 402                                            |
| 1881 | 1881                                           |                                                | 381                                            | 381                                            |
| 1886 | 1886                                           |                                                | 365                                            | 365                                            |
| 1891 | 1891                                           |                                                | 338                                            | 338                                            |
| 1896 | 1896                                           |                                                | 333                                            | 333                                            |
| 1901 | 1901                                           |                                                | 310                                            | 310                                            |
| 1906 | 1906                                           |                                                | 307                                            | 307                                            |
| 1911 | 1911                                           |                                                | 302                                            | 302                                            |
| 1921 | 1921                                           |                                                | 253                                            | 253                                            |
| 1926 | 1926                                           |                                                | 270                                            | 270                                            |
| 1931 | 1931                                           |                                                | 244                                            | 244                                            |
| 1936 | 1936                                           |                                                | 228                                            | 228                                            |
| 1946 | 1946                                           |                                                | 206                                            | 206                                            |
| 1954 | 1954                                           |                                                | 176                                            | 176                                            |
| 1962 | 1962                                           |                                                | 171                                            | 171                                            |
| 1968 | 1968                                           |                                                | 155                                            | 155                                            |
| 1975 | 1975                                           |                                                | 119                                            | 119                                            |
| 1982 | 1982                                           |                                                | 97                                             | 97                                             |
| 1990 | 1990                                           |                                                | 76                                             | 76                                             |
| 1999 | 1999                                           |                                                | 82                                             | 82                                             |
| 2009 | 2009                                           |                                                | 89                                             | 89                                             |
| 2014 | 2014                                           |                                                | 122                                            | 122                                            |
| 2020 | 2020                                           |                                                | 104                                            | 104                                            |
| Quelle(n): EHESS/Cassini bis 2006, ab 2009 INSEE Anmerkung(en): • Ab 1962 offizielle Zahlen ohne Einwohner mit Zweitwohnsitz • Höchste Einwohnerzahl 1846 mit 463, tiefste Einwohnerzahl 1999 mit 76 (16,4 % vom Maximum) |                                                |                                                |                                                |                                                |

| Bevölkerungsstruktur | Anzahl Einwohner | männlich | weiblich | davon Ausländer | Anteil % |
| -------------------- | ---------------- | -------- | -------- | --------------- | -------- |
|                      | 101              | 51       | 51       | 5               | 4,8      |

| Männer | Alterstufe | Frauen |
| ------ | ---------- | ------ |
| 2      | 90 + älter | 0      |
| 6      | 75–89      | 4      |
| 8      | 60–74      | 9      |
| 10     | 45–59      | 12     |
| 11     | 30–44      | 7      |
| 4      | 15–29      | 6      |
| 9      | 0–14       | 12     |

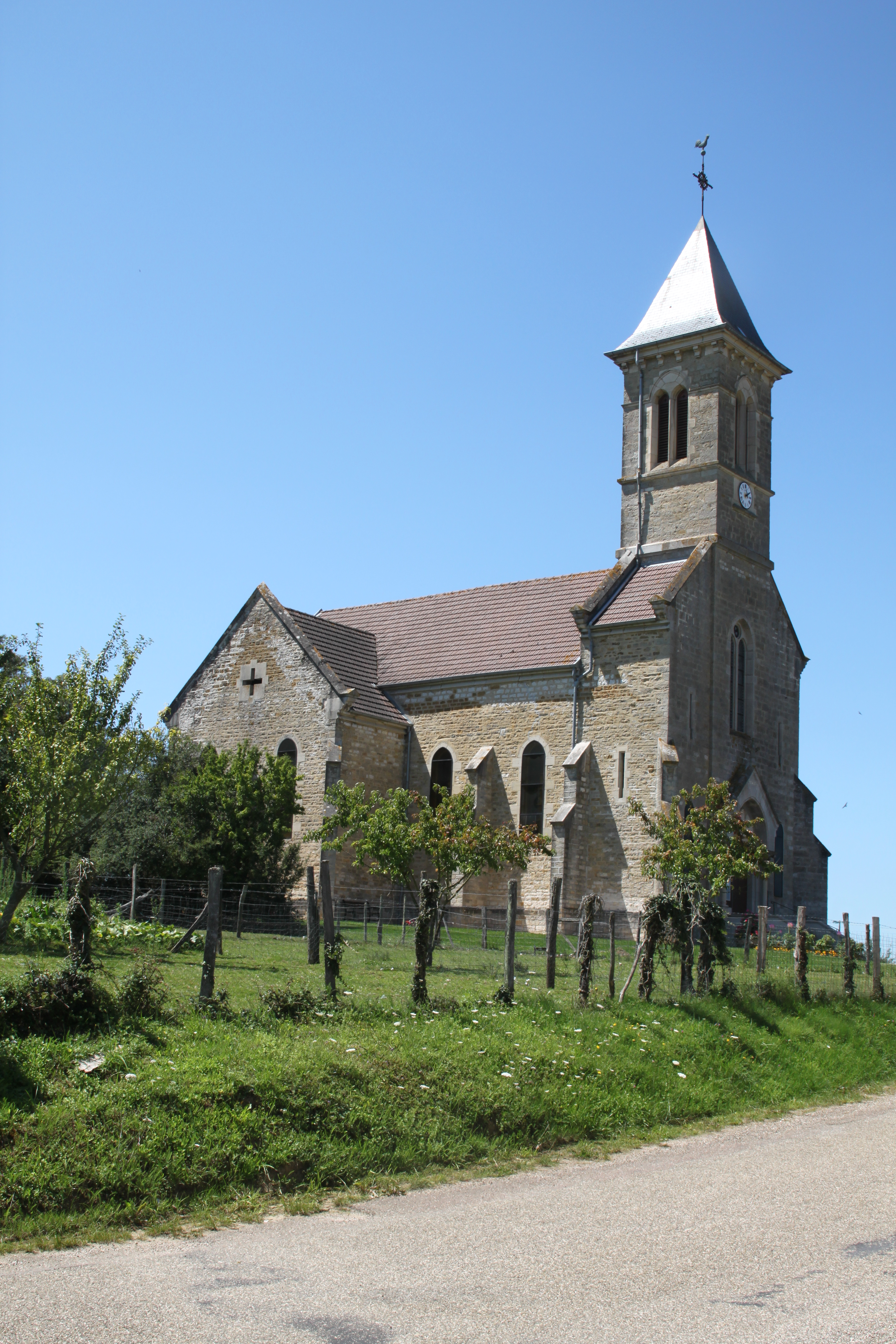
Kirche Saint-Jean-Baptiste in Beauvernois

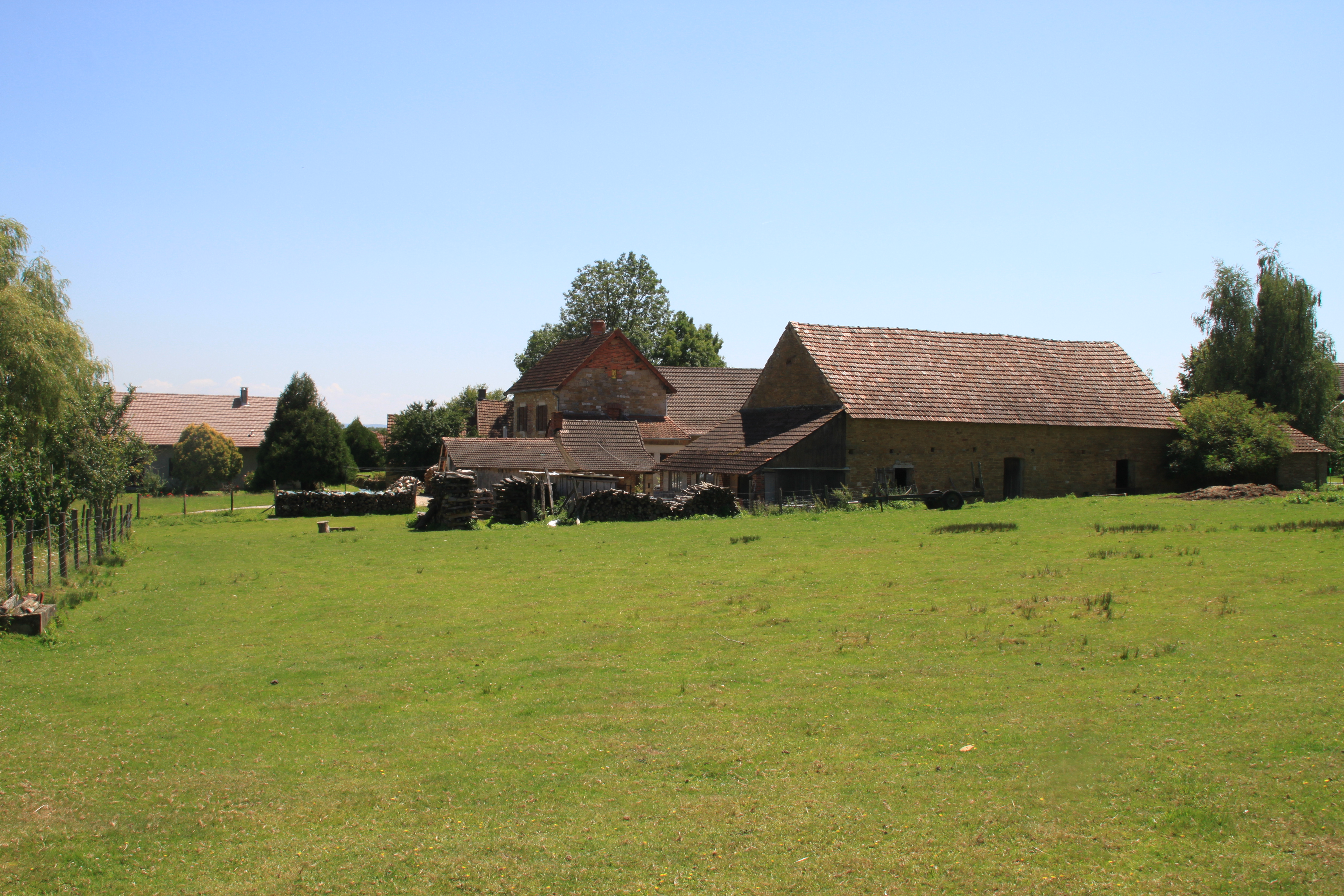
Landwirtschaftlicher Betrieb in Beauvernois

Die Bevölkerungsstruktur zwischen Männern und Frauen ist ausgeglichen, wobei 49 % der Bevölkerung jünger als 45 Jahre sind. Demgegenüber sind 28 % älter als 60 Jahre und damit im Rentenalter.
| Wohnstruktur               | Anzahl Wohneinheiten | davon Häuser | Wohnungen |
| -------------------------- | -------------------- | ------------ | --------- |
|                            | 65                   | 63           | 2         |
| davon Hauptwohnsitz        | 48                   |              |           |
| Zweit- oder Ferienwohnsitz | 14                   |              |           |
| vakant                     | 3                    |              |           |

## Wirtschaft und Infrastruktur

### Unternehmen, Betriebe, Ladengeschäfte und Einrichtungen
In der Gemeinde befinden sich nebst Mairie und Kirche folgende Unternehmen nach Branchen:
| Branche                                                           | Anzahl Betriebe |
| ----------------------------------------------------------------- | --------------- |
| Industrie und verarbeitendes Gewerbe                              | 1               |
| Baugewerbe                                                        | 3               |
| Groß- und Einzelhandel, Verkehr, Beherbergung und Gastronomie     | 1               |
| Information und Kommunikation                                     |                 |
| Finanz- und Versicherungsdienstleistungen                         |                 |
| Grundstücks- und Wohnungswesen                                    |                 |
| Freiberufliche, wissenschaftliche und technische Dienstleistungen |                 |
| Öffentliche Verwaltung, Unterricht, Gesundheits- und Sozialwesen  | 2               |
| Sonstige Dienstleistungen                                         | 4               |
| Land- und Forstwirtschaftsbetriebe                                | 5               |

In der Gemeinde befinden sich ein Elektrogeschäft und ein Installateurbetrieb. Für die Güter des täglichen Bedarfs versorgen sich die Einwohner in Chaumergy oder in Sellières.

### Geschützte Produkte in der Gemeinde
Als AOC-Produkte sind in Beauvernois Comté und Morbier zugelassen, ferner Volaille de Bresse und Dinde de Bresse.

### Bildungseinrichtungen
Beauvernois verfügt über keine eigenen schulischen Einrichtungen. Die Kinder werden in Schulen der umliegenden Gemeinden ausgebildet.